# Tourisme en Mongolie
Le tourisme en Mongolie, extrêmement limité sous le régime communiste, connaît désormais une forte croissance depuis la révolution démocratique de 1990 en Mongolie qui a suivi la dislocation de l'URSS et la chute des régimes communistes en Europe. La Mongolie est une destination de voyage unique et encore relativement peu explorée, avec des paysages naturels pittoresques peu touchés par les hommes et un style de vie et une culture nomades. Il existe des organismes de tourisme depuis un demi-siècle, mais l'industrie du tourisme (secteur privé) n'existe que depuis à peine vingt ans. Désormais, la Mongolie compte 403 agences de voyages, 320 hôtels et 317 complexes touristiques et terrains de campings où travaillent les diplômés de 56 institutions diplômantes. La Mongolie est membre de l'Organisation mondiale du tourisme, institution spécialisée des Nations unies.

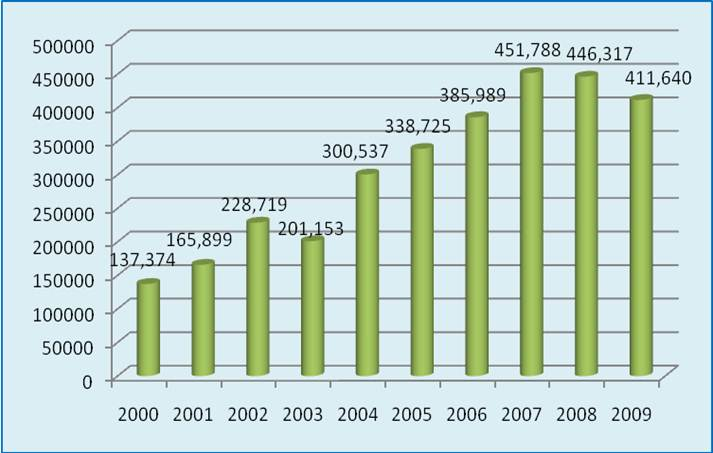
Nombre de touristes étrangers

Afin d'accélérer l'investissement étranger dans le domaine du tourisme, le gouvernement mongol offre une exonération de taxes qui peut atteindre 10 % de l'investissement total si ce dernier vise à construire des hôtels bien classés et des complexes touristiques. Les licences pour travailler dans le tourisme ont été abolies et les services des voyagistes aux visiteurs étrangers sont exemptés de TVA.
Cette réforme semble avoir un certain succès au vu du nombre croissant de touristes; le nombre de touristes en 2010 était de 450 000, soit trois fois plus qu'en 2000.
La Mongolie a une des densités de population les plus faibles au monde; l'étendue de la prairie mongole et mandchoue, les déserts, et les nombreuses montagnes, rivières et lacs font que le nombre de backpackers augmente, même si les déplacements à l'extérieur d'Oulan Bator sont pour la plupart planifiés par des agences de voyages.

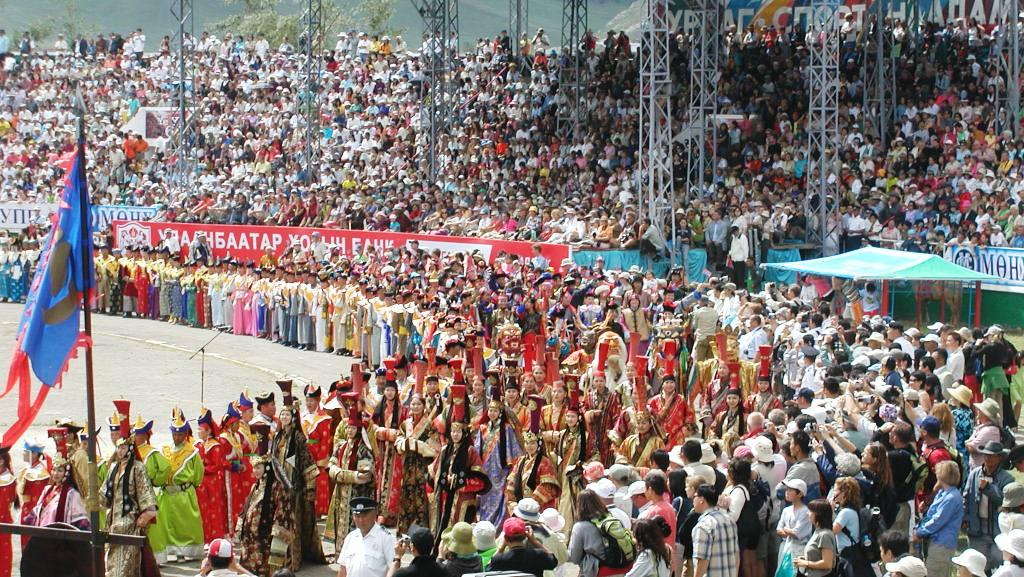
Festival Naadam

En janvier 2013, le ministère de la culture, des sports et du tourisme de Mongolie a dévoilé le slogan officiel du tourisme en Mongolie : "Go Nomadic, Experience Mongolia" ("Soyez nomades, venez en Mongolie")  ; le slogan est devenu l'année suivante "Mongolia - Nomadic by Nature" ("Mongolie - nomade par nature").
Parmi les activités proposées figurent la randonnée, l'escalade, l'observation d'oiseaux, le cheval, le rafting, les promenades à dos de chameau, les caravanes de yaks et les voyages à moto. Certains voyages organisés mettent l'accent sur l'écologie et la faune sauvage et quasiment tous passent par le désert de Gobi ; outre ses nombreuses espèces animales, le désert est connu pour ses os et œufs fossilisés de dinosaure. On peut également faire de la randonnée dans les lacs de Mongolie ainsi que dans les 4 montagnes sacrées autour d'Oulan-Bator ou dans le parc national de Gobi Gurvansaikhan. L'économie de la Mongolie s'attend à une très forte croissance venant de l'exploitation de ses ressources naturelles, ce qui permettra d'investir davantage dans les infrastructures.

## Manifestations
Le principal festival est le Naadam, organisé depuis des siècles et qui se déroule du 11 au 13 juillet en l'honneur de la révolution. Le Naadam consiste en trois sports traditionnels mongols: le tir à l'arc, les courses de chevaux sur longues distances et la lutte mongole.
En 2013, le ministère mongol de la culture, des sports et du tourisme a publié un calendrier détaillant les manifestations de l'année 2013; la plupart des manifestations figurant dans ce calendrier ont lieu chaque année. 
Autres manifestations:
- Élection de Miss Mongolie - concours de beauté pour sélectionner la candidate à Miss Monde
- Festival des aigles - à Bayan-Ölgii, les chasseurs se servent d'aigles pour attraper des petites proies, et il y a aussi des jeux équestres kazakhs
- Norouz - à Ölgii, défilé kazakh du nouvel an, concert et banquet
- Tsagaan Sar - nouvel an mongol (chinois), festival qui se tient partout en Mongolie
- Festival des chameaux - festival touristique en hiver dans la province de Umnugobi
- Festival des glaces - manifestations touristique en hiver au lac de Khuvsgul
- Goyol Fashion Festival

## Transports
L'aéroport international Gengis Khan d'Oulan Bator est le principal aéroport  du pays, avec des vols en provenance et à destination de la Russie, de la Chine, de la Corée du Sud, de Singapour, du Japon, de la France, de l'Allemagne et de la Turquie.
- MIAT Mongolian Airlines, la compagnie aérienne nationale, ne dessert que des destinations internationales telles que Moscou, Francfort, Berlin, Paris, Pékin, Hong Kong, Séoul, Singapour, Tokyo, Osaka (vol saisonnier) et des vols charters.
- Hunnu Air (ancien groupe Mongolia Airlines), créée en 2011, effectue des vols intérieurs et internationaux (Manzhouli, Erenhot, Hailar).
- Les vols intérieurs sont aussi opérés par Aero Mongolia, avec deux vols courts internationaux vers Irkoutsk et Ulan-Oude en Russie et vers Hohhot, Erenhot et Hailar en Chine.

## Articles liés
- Cuisine mongole
- Géographie de la Mongolie
- Transsibérien